# Cœur
Pour les articles homonymes, voir Cœur (homonymie).
Le cœur (en grec καρδία / kardía, en latin cor) est un organe qui assure la circulation sanguine chez de nombreux animaux dont les vertébrés, les arthropodes et les mollusques.
Au cours de l'histoire, dans la littérature et dans les traditions orales, le cœur a symbolisé les qualités morales, les émotions, les passions, la volonté, le courage, la pensée, l'intelligence, la mémoire, l'amour et la foi, mais généralement en référence au cœur humain.

## Physiologie
Le cœur sert de pompe dans la circulation sanguine, ce qui permet un approvisionnement continu de sang et d'oxygène dans tout le corps.

## Histoire

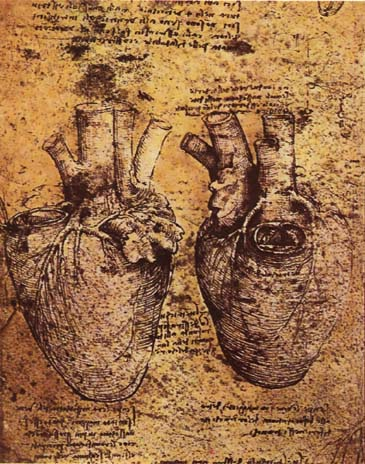
Dessin d'un cœur par Léonard de Vinci.

### Antiquité
L'existence du cœur est connue depuis l'Antiquité, en revanche son fonctionnement précis est inconnu des médecins de cette période.

## Cœur humain
Le cœur humain est un organe musculaire creux qui assure la circulation sanguine en pompant le sang  vers les vaisseaux sanguins et les cavités du corps à travers des contractions rythmiques et autonome.
- Structure et fonctionnement du cœur
- Coupe frontale du ventricule gauche du cœur humain.
- Les principales parties du cœur.
- Animation d'un cœur battant.